# پرنده آبی (فیلم ۱۹۷۶)
پرندهٔ آبی (انگلیسی: The Blue Bird) فیلمی در ژانر فانتزی به کارگردانی جرج کیوکر است که در سال ۱۹۷۶ منتشر شد. این فیلم اقتباسی است از نمایش‌نامه‌ای به همین نام (۱۹۰۸) که توسط موریس مترلینک نوشته شده است.

## بازیگران
- الیزابت تیلور
- جین فوندا
- اوا گاردنر
- سیسیلی تایسون
- رابرت مورلی
- پتسی کنسیت
- ویل گیر
- هری اندروز
- جرج کول
- باله مارینسکی
- مونا واشبورن
- ریچارد پیرسون
- گئورگی ویتسین